# Fladdermusmannen
Fladdermusmannen (originaltitel: Flaggermusmannen) är en roman från 1997 av den norske författaren Jo Nesbø och den första boken i Harry Hole-serien. Romanen utkom 2000 i svensk översättning av Per Olaisen på Forum bokförlag. På norska utkom romanen på förlaget Aschehoug.

## Handling
En ung norsk kvinna hittas mördad i Australien. Harry Hole flyger till Sydney för att hjälpa den lokala polisen, och han inser snart att de jagar en seriemördare.

## Huvudkaraktärer
- Harry Hole, norsk polis och nykter alkoholist.
- Andrew Kensington, australisk polis av aboriginskt ursprung.
- Birgitta Enquist, svensk bartender som förälskar sig i Harry.